# 南极座
南极座（拉丁语：Octans，八分儀），本作八分儀座，是一個由法國天文學家拉卡伊（Nicolas Louis de Lacaille）所命名的南天星座，象徵航海儀器八分儀。此星座缺乏亮星，並不明顯，南極座引人注目的地方是這個天區包含了南天極。 
南极座σ是最接近南天極而肉眼可見的星，但這顆星太暗淡所以不足以用作導航的極星。但是，南十字座的長軸指向南極，可作為天空中找尋南天極的參考。
南极座是一個繞著南天極轉動的拱極星座，所以於南半球任何月份的晚上皆可見到。若以南極座最亮的三顆星的赤經計算，它們中天位置最高的月份是十一月，所以這月份是觀看南極座的最佳時間。

## 历史和神话传说
南极座是1752年，法国天文学家尼古拉-路易·德·拉卡伊命名的14个南天星座之一。这是他创造的14个星座中，唯一一个代表着启蒙时代的仪器的星座。
南极座第一次出现在拉卡伊的星表Coelum Australe Stelliferum（拉丁语：南半球星空）中，该星表发表于他死后的1763年。南极座没有和其有关的真实神话故事，这其中和星座内缺乏亮星和发现时间不长有关系，但是主要的原因还是因为南极座极高的赤纬。

## 显著特点

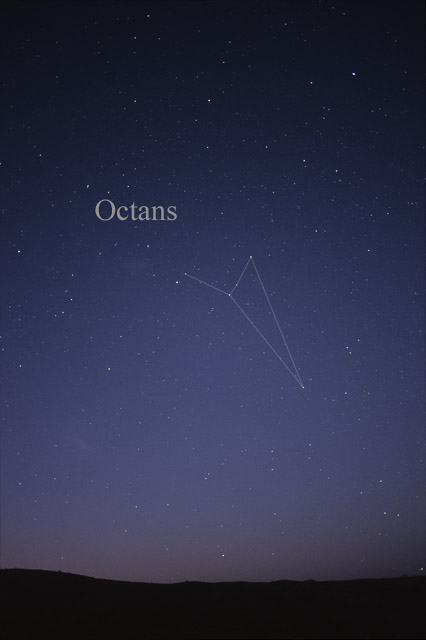
肉眼见到的南极座

### 恒星
南极座的亮星很少，只有一个恒星视星等大于4等。该恒星为南极座ν，视星等为3.73等，是一颗K1 III型恒星，距离地球63.3±0.8光年。
南极座β则是南极座第二亮的恒星，视星等为4.13等。
南极座σ（Polaris Australis，拉丁文"南極星"）是距离南天极最近的可见恒星，视星等为5.42。南极座σ距离南天极仅1度，但是由于其亮度很低，并没有什么航海导航作用。

### 深空天体
NGC 2573是一个位于南极座暗弱的棒旋星系，这也是距离南天极最近的NGC天体。NGC 7095和NGC 7098是两个位于南极座的棒旋星系，分别距离地球1.115亿光年和0.95亿光年。

## 外在链接
- Starry Night Photography : Octans （页面存档备份，存于）